# Talisman (musikalbum)
Talisman är debutalbumet av hårdrockgruppen Talisman från 1990 som innehåller gruppens mest kända låt "i'll Be Waiting. den kom sedan ut i en nyutgåva "Deluxe Edition" från 2012 med ny booklet och bonusmaterial.

## Låtlista
1. Break Your Chains
2. Standin' On Fire
3. I'll Be Waiting
4. Dangerous
5. Just Between Us
6. System Of Power
7. Queen
8. Lightning Strikes
9. Day By Day
10. Women, Whiskey & Song
11. Great Sandwich (instrumental)
12. MJ Playing Solo In Studio. (Bonus)
13. Just Between Us [Live 1990] Kopparberg, Sweden. (Bonus)
14. Eternal Flame [Live 1990] Kopparberg, Sweden. (Bonus)
15. I'll Be Waiting [Live 1990] Kopparberg, Sweden. (Bonus)
16. Scream of Anger [Live 1990] Karlskoga, Sweden. (Bonus)
17. NJBBWD [Live 1990] Karlskoga, Sweden. (Bonus)
18. Standin' On Fire [Live 1990] Karlskoga, Sweden. (Bonus)
19. Let Me Love You [Live 1990] Karlskoga, Sweden. (Bonus)
20. Ice Cream Man [Live 1990] Stockholm, Blues Brothers, Sweden. (Bonus)

## Medlemmar

### Medlemmar
- Marcel Jacob - bas
- Jeff Scott Soto - sång

### Studiomusiker
- Mats Olausson - keyboard
- Peter Hermansson - trummor
- Christopher Ståhl - gitarr
- Mats Lindfors - gitarr

### "live" musiker
- Jason Bieler - gitarr
- Jakob Samuel - trummor
- Thomas Wikström - keyboard, sång